# بتینگ ایپ

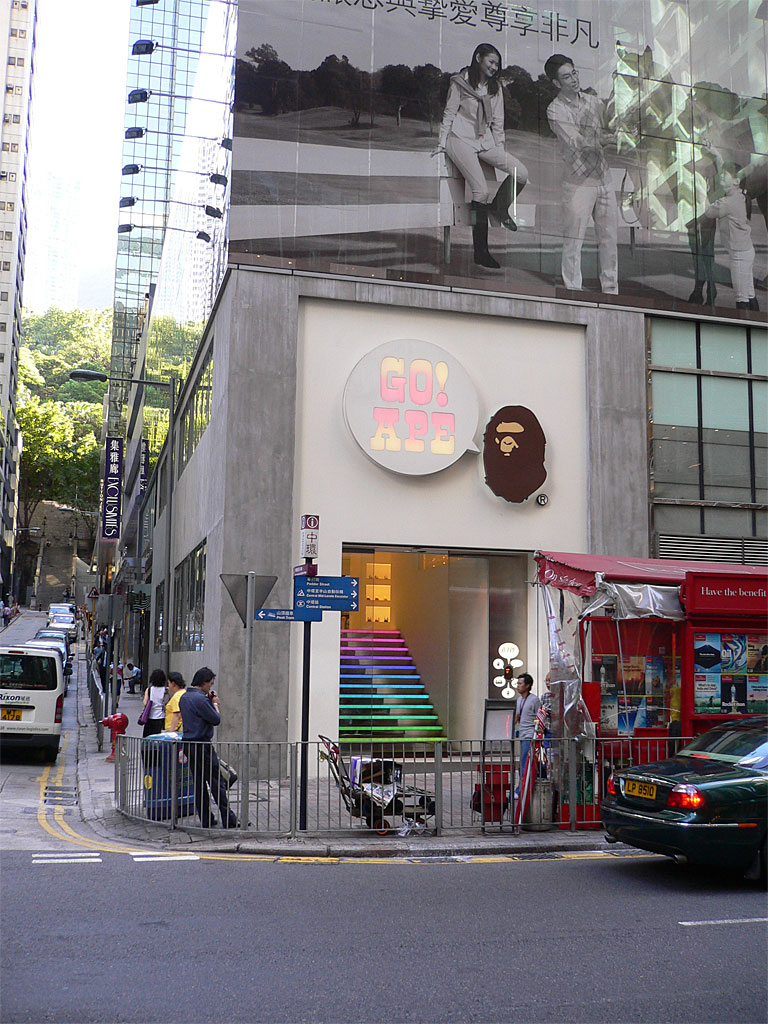
دفتر مرکزی فروشگاه مد و لباس بتینگ ایپ در توگیو ژاپن

بتینگ ایپ (انگلیسی: Bathing Ape) شرکت کالای لوکس ژاپنی است، که در سال ۱۹۹۳ تأسیس شد.